# Verměřovická lípa
Verměřovická lípa byl velmi rozměrný památný strom, který rostl v obci Verměřovice na Orlickoústecku. Mimo nejstarší lípy rostla v obci ještě mladší památná lípa malolistá, jejíž ochrana byla ukončena roku 2010 a několik lip chráněných.

## Stav stromu a údržba
Stávala u statku č. 10, její majitelkou byla rolnice Terezie Sklenářová. Lípa působila dojmem sedmi srostlých stromů, od země se rýsovalo sedm srostlých kmenů. Ty obepínaly rozměrnou centrální dutinu, do které se pohodlně vešla lavička. Strom při požáru zachránil stodolu (odstínil žár), sám však zanikl, když roku 1915 chytil. Dobývání pařezu, který po ní zůstal, trvalo několik týdnů. Stáří bylo odhadováno na stovky let.
Po zániku chránila rodina mladou lípu velkolistou na kopečku za hospodářskou budovou.

## Historie a pověsti
O lípě se vyprávělo, že u ní strašilo. Prý ale šlo o vesnické chasníky, kteří z dutiny strašili děvačata, která se vracela z přástek domů.

## Památné a významné stromy v okolí

### Verměřovická lípa malolistá
- druh: lípa malolistá (Tilia cordata)[2]
- stáří: 150 let (~1940)
- výška: 24 m (~1940)
- obvod: 285 cm (~1940), 460 cm (2000)[2]
- památný strom ČR: od 8. února 2000[2]
- souřadnice: 50°0'7.4"N, 16°33'36.9"E

Lípa u volejbalového hřiště v jižní části obce (poblíž domu č. 7 - bývalé hájovny kyšperského velkostatku), patřila dříve dělníku Josefu Moravcovi z č. 3. Ve 40. letech 20. století byl strom ještě zcela zdravý, koruna se dělila v pěti metrech na tři části. Již v této době byl strom chráněný. Roku 2000 byl vyhlášen jako památný, 27. července 2010 však byla ochrana zrušena. Koruna, tehdy tvořena již jen dvěma terminály, vykazovala sníženou vitalitu, na polovině kmene do výše 1,5 metru byly identifikovány plodnice dřevomoru kořenového. Zdravotní stav odpovídal úrovni 4. Jelikož přítomnost patogena zvyšuje riziko statického selhání stromu, byla k uvedenému datu ochrana ukončena.

### Chráněné lípy
V 40. letech 20. století bylo v obci evidováno včetně uvedené celkem 8 chráněných lip. Zmíněnému Josefu Moravcovi patřila dále chráněná lípa malolistá (obvod 290 cm, výška 23 m, stáří asi 100 let; údaje ~1940), která rostla před vjezdem do dvora Josefa Duška (č. 2). Dvě chráněné lípy malolisté rostly u orlické stodoly Josefa Výprachtického z č. 9 (obvody 241 a 245 cm, výška 24 m, stáří 107 let; údaje ~1940). Chráněná lípa velkolistá zmíněné rolnice Terezie Sklenářové, rostla na kopečku u č. 10 (obvod 281 cm, výška 23 m, věk přes 90 let). Trojice chráněných lip malolistých (obvody 280, 258 a 257 cm, výška 25 m, věk asi 120 let; údaje ~1940) rostly na zahradě před okny a za cestou u plotu Emila Výprachtického, rolníka z č. 22.
- Dub Na Poříčí (Verměřovice)
- Výprachtická lípa (8 km VJV)